# دفنة ألطاوية
دفنة ألطاوية (الاسم العلمي: Daphne altaica) هي نوع من النباتات يتبع جنس الدفنة من الفصيلة المثنانية.